# Cahal Daly

Wappen von Cahal Daly.

Cahal Brendan Kardinal Daly (irisch an Cairdinéal Cathal Breandán Ó Dalaigh, * 1. Oktober 1917 in Loughguile, County Antrim, Irland; † 31. Dezember 2009 in Belfast) war Erzbischof von Armagh und Primas von Irland.

## Leben
Cahal Daly, drittes von sieben Kindern aus einer Lehrerfamilie, studierte Philosophie am St. Malachy’s College in Belfast sowie Klassische Literatur an der Queen’s University of Belfast. Nach Abschluss in Katholischer Theologie am Priesterseminar St. Patrick’s College in Maynooth empfing er am 22. Juni 1941 das Sakrament der Priesterweihe. Er wurde in Maynooth mit einer Arbeit über Tertullian zum Doktor der Theologie promoviert.
Von 1946 bis 1967 lehrte er zunächst am St. Malachy’s College, später erhielt er eine Professur an der Queen’s University. Von 1952 bis 1953 hatte er eine Gastprofessur am Institut Catholique de Paris und begründete eine Freundschaft mit Henri de Lubac. Daly wurde einer der führenden katholischen Theologen in Irland. In dieser Zeit veröffentlichte er seine Werke Morals, Law and Life (1962) and Intellect and Hope (1968). Während des Zweiten Vatikanischen Konzils 1962 bis 1965 war er als Berater der irischen Bischöfe tätig.
Am 26. Mai 1967 ernannte ihn Papst Paul VI. zum Bischof von Ardagh. Die Bischofsweihe spendete ihm der Erzbischof von Armagh William Kardinal Conway; Mitkonsekratoren waren der Apostolische Nuntius in Irland und spätere Kardinal, Giuseppe Maria Sensi, sowie der Bischof von Derry, Neil Farren. Am 24. August 1982 übertrug ihm Papst Johannes Paul II. die Leitung des Bistums Down und Connor. Am 6. November 1990 wurde Cahal Brendan Daly zum Erzbischof von Armagh und Primas von Irland ernannt.
Am 28. Juni 1991 nahm ihn Papst Johannes Paul II. als Kardinalpriester mit der Titelkirche San Patrizio in das Kardinalskollegium auf.
Während der gesamten Dauer seines priesterlichen und bischöflichen Wirkens engagierte er sich in verschiedenen Initiativen für ein friedliches Miteinander von Protestanten und Katholiken in Nordirland. Cahal Kardinal Daly schrieb zahlreiche theologische und gesellschaftspolitische Bücher.
Die Leitung des Erzbistums Armagh legte er am 1. Oktober 1996 aus Altersgründen nieder.